# La Higuera, Sinaloa
La Higuera är en ort i Mexiko.   Den ligger i kommunen Culiacán och delstaten Sinaloa, i den centrala delen av landet, 1 000 km nordväst om huvudstaden Mexico City. La Higuera ligger 7 meter över havet och antalet invånare är 217.
Terrängen runt La Higuera är platt. En vik av havet är nära La Higuera åt sydväst. Runt La Higuera är det ganska tätbefolkat, med 100 invånare per kvadratkilometer. Närmaste större samhälle är El Rosario, 12,6 km norr om La Higuera. Trakten runt La Higuera består till största delen av jordbruksmark.